# USS Ingraham (DD-444)
Pour les autres navires du même nom, voir USS Ingraham.
L'USS Ingraham (DD-444) est un destroyer de classe Gleaves en service dans la Marine des États-Unis pendant la Seconde Guerre mondiale. Il fut le deuxième navire nommé en l'honneur de l'officier de l'US Navy Duncan Ingraham (en) (1802–1891).
Sa quille est posée le 15 novembre 1939 au chantier naval Charleston Naval Shipyard de North Charleston, en Caroline du Sud. Il est lancé le 15 février 1941, parrainé par Mme George Ingraham Hutchinson (petite-fille de l'officier Ingraham), et mis en service le 19 juillet 1941 sous le commandement du lieutenant commander William M. Haynsworth Jr. (en).

## Historique

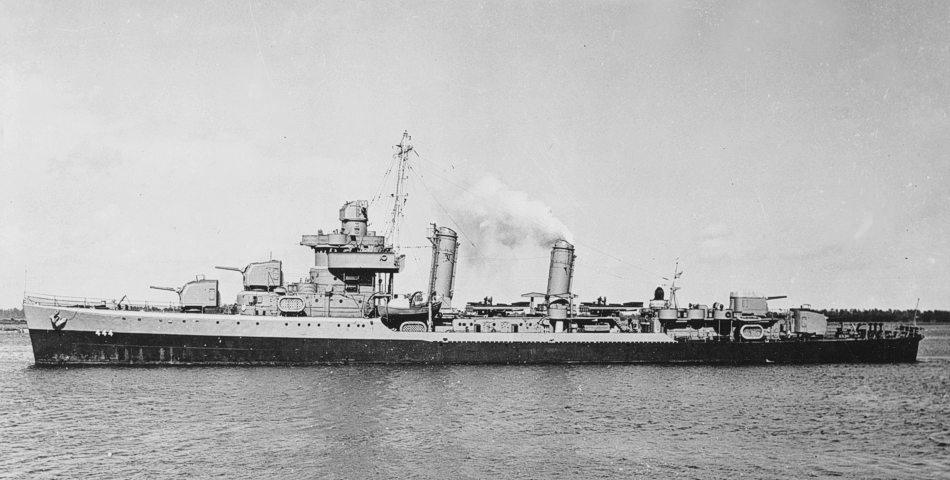
L'USS Ingraham vers 1941-1942.

Après des essais et des opérations locales le long de la côte est, l'Ingraham débute ses missions d'escorte de convoi en décembre 1941, lorsque l'attaque japonaise sur Pearl Harbor entraîna l'Amérique vers la Seconde Guerre mondiale. En 1942, il escorte des convois entre les États-Unis, l’Islande et le Royaume-Uni, apportant aux Alliés le ravitaillement nécessaire pour la guerre contre l'Allemagne Nazie. Sous la menace constante des sous-marins allemands, l'Ingraham poursuivit de nombreuses missions d'escorte de l'Europe au sud du canal de Panama.
En août 1942, l'Ingraham escorte le convoi T-20 à destination de l’Écosse en provenance de Halifax. Après un rapport erroné mentionnant des sous-marins ennemis, les escortes du convoi manœuvrèrent pour localiser l'ennemi dans un épais brouillard. Dans la nuit du 22 août, alors qu’il enquêtait sur une collision entre le destroyer Buck et un navire marchand, l'Ingraham entra en collision avec le pétrolier Chemung au large de la côte de la Nouvelle-Écosse. Ses charges de profondeur explosèrent sous sa poupe, provoquant son naufrage immédiat. Seuls 11 hommes ont survécu à la collision, le commandant ne fait pas partie des survivants. 
Le navire est rayé du Naval Vessel Register le 11 septembre 1942.